# Poliricinoleato di poliglicerolo
Il poliricinoleato di poliglicerolo (PGPR), E 476, è un emulsionante a base di glicerolo e acidi grassi (generalmente di semi di ricino, ma anche di olio di soia). Usato nella produzione del cioccolato, il PGPR viene utilizzato principalmente con un'altra sostanza come la lecitina per ridurre la viscosità. 
Viene utilizzato a livelli bassi (inferiori allo 0,5%), esso agisce diminuendo l'attrito tra le particelle solide (es. cacao, zucchero, latte) nel cioccolato fuso, riducendo la soglia di snervamento in modo che quest'ultimo scorra più facilmente, avvicinandosi al comportamento di un fluido newtoniano. Può anche essere usato come emulsionante in creme spalmabili e condimenti per insalate o per migliorare la consistenza dei prodotti da forno.
È costituito da una catena corta di molecole di glicerolo collegate da legami eterei, con catene laterali di acido ricinoleico collegate da legami estere.
Il PGPR è un liquido giallastro, viscoso, fortemente lipofilo: è solubile in grassi e oli e insolubile in acqua ed etanolo.

## Sicurezza
La FDA ha ritenuto che il PGPR sia generalmente riconosciuto come sicuro per il consumo umano,  e anche il comitato congiunto FAO / OMS di esperti sugli additivi alimentari (JECFA) lo ha ritenuto sicuro.
Entrambe le organizzazioni fissano l'assunzione giornaliera accettabile a 7,5 milligrammi per chilogrammo di peso corporeo. In Europa il PGPR è consentito nel cioccolato fino a un livello dello 0,5%. 
Uno studio pubblicato dall'Autorità europea per la sicurezza alimentare nel 2017 ha rivalutato la sicurezza dell'additivo e ha raccomandato di rivedere l'assunzione giornaliera accettabile e di aumentarla a 25 milligrammi per chilogrammo di peso corporeo.